# Lucas Stokbroo
 Lucas Stokbroo (Hoorn, 20 maart 1792 – aldaar, 25 februari 1867) was een verzamelaar en tevens de laatste Heer van Hoogwoud.

## Biografie
Stokbroo was zoon van Pieter Stokbroo en Henrietta Catharina de Leeuw. Hij werd op 20 maart 1792 geboren en op 23 maart dat jaar werd hij gedoopt in de Lutherse Kerk aan het Ramen. Stokbroo's eerste bekende baan was die van commiesgriffier. Hij klom in 1848 op naar kantonrechter. In 1825 trouwde hij met Antje van der Straaten. Het paar kreeg vijf kinderen, waarvan twee de volwassen leeftijd zouden bereiken. In 1848 kocht Stokbroo de heerlijke rechten van de heerlijkheid Hoog- en Aartswoud. Stokbroo was ook politiek actief. In 1847 trad hij toe tot de Raad van Hoorn, terwijl hij een jaar eerder al lid was geworden van de Provinciale Staten van Noord-Holland (namens de stad Hoorn). Daarnaast was hij vanaf 1847 ook hoofdingeland van het waterschap Heerhugowaard.
Stokbroo werd vooral bekend door zijn grote verzameling van rariteiten, schilderijen en andere kunstvoorwerpen, die hij tentoonstelde in het pand Ramen 1 in Hoorn. Zijn privémuseum was alleen op afspraak te bezoeken. Hij ligt begraven op de Algemene begraafplaats Keern in Hoorn.